# Alibag
Alibag là một thành phố và là nơi đặt hội đồng đô thị (municipal council) của quận Raigarh thuộc bang Maharashtra, Ấn Độ.

## Địa lý
Alibag có vị trí 18°38′B 72°53′Đ / 18,64°B 72,88°Đ Nó có độ cao trung bình là 0 mét (0 feet).

## Nhân khẩu
Theo điều tra dân số năm 2001 của Ấn Độ, Alibag có dân số 19.491 người. Phái nam chiếm 52% tổng số dân và phái nữ chiếm 48%. Alibag có tỷ lệ 79% biết đọc biết viết, cao hơn tỷ lệ trung bình toàn quốc là 59,5%: tỷ lệ cho phái nam là 82%, và tỷ lệ cho phái nữ là 75%. Tại Alibag, 11% dân số nhỏ hơn 6 tuổi.